# 角替九郞平
角替 九郞平（つのがえ くろへい、1866年〈旧暦慶応2年1月〉 - ）は、日本の農家、政治家、銀行家。名の「郞」はJIS X 0208では「郎」と同一の区点が割り当てられているため、角替 九郎平とも表記される。
静岡県小笠郡土方村会議員、静岡県小笠郡土方村長、株式会社内田銀行頭取などを歴任した。

## 概要
静岡県小笠郡土方村で農業を営んでいたが、政治家に転身し土方村会の議員に就任した。さらに土方村の村長に就任するなど、公職を歴任した。その後、内田銀行の頭取に就任するなど、銀行家としても活動した。

## 来歴

### 生い立ち
1866年（旧暦慶応2年1月）に角替九郞次の長男として生まれた。静岡県小笠郡土方村で農業を手広く手掛けており、角替家は豪農として知られていた。1901年（明治34年）に角替家の家督を相続した。二宮尊徳が説いた経済思想である報徳思想に共鳴し、これに基づき農村振興を目指す報徳運動に身を投じた。鷲山恭平、佐々井信太郎とともに土方村の各地を巡回し、座談会などを通じて村民に村政改革を熱心に訴えていた。

### 政治家として
村民からの信望を集めており、土方村会の議員に就任している。さらに土方村の村長に推されて就任するなど、地方自治に大きな役割を果たした。

### 銀行家として

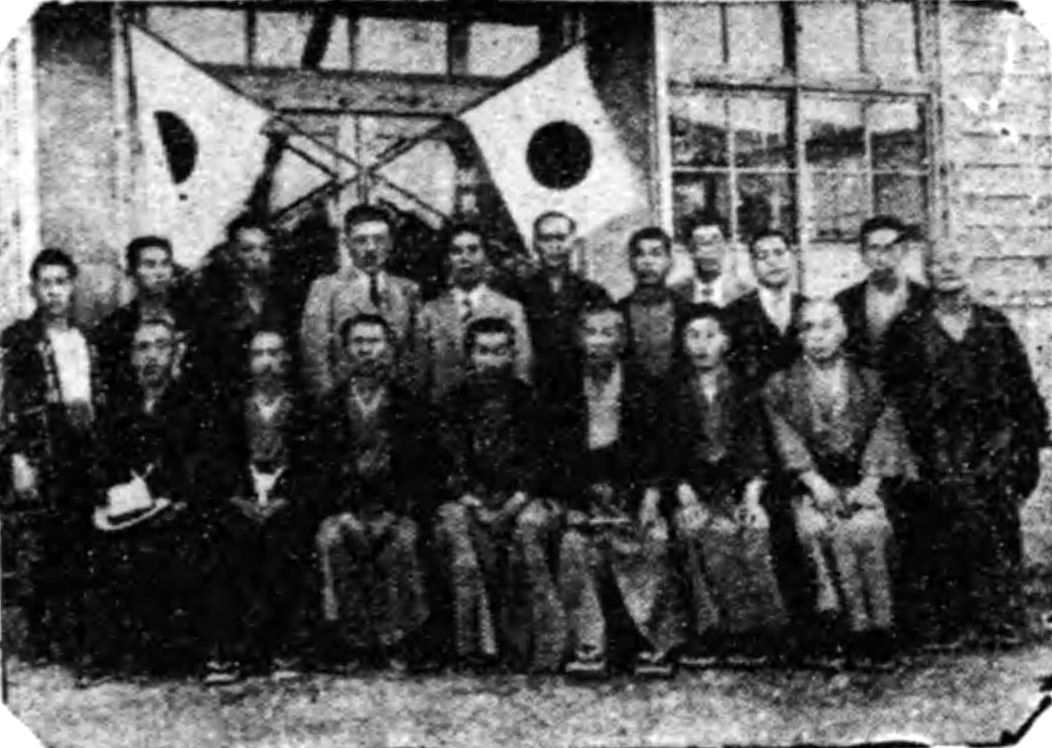
『山梨靜岡縣總覽』に掲載された内田銀行の職員らの写真。掲載当時、角替は頭取を務めていた

土方銀行では取締役などを務めていた。1929年（昭和4年）10月末、土方銀行は近隣の内田銀行、および、上内田実業銀行と経営統合することになった。こうして土方銀行や内田実業銀行は内田銀行に吸収合併された。その後、内田銀行は竹內彌平や小笠原德太郞が率いていたが、彼らの後を継いで角替が頭取に就任した。また、入山瀬報徳社では社長に就任している。

## 人物
報徳思想
土方村の各地を巡って報徳思想の啓蒙に努めていたが、時に村民から反発を受けることもあった。鷲山恭平、佐々井信太郎とともに自転車で巡回指導にあたっていたが、待ち伏せしていた若者により走行中の自転車の前輪に青竹を突っ込まれて転倒させられたこともあったという。
静岡県小笠郡佐束村で報徳思想を啓蒙していた鈴木良平とも親しく、亡くなった鈴木の事蹟を回顧する書籍にも寄稿している。

## 家族・親族
九郞平の長女は三井莊一に嫁いでいるが、莊一は横地産業組合の組合長や静岡県信用組合連合会の専務などを歴任した。

## 顕彰
角替の事蹟を記念して頌徳碑が建立されている。

## 略歴
- 1866年 - 誕生[3]。
- 1901年 - 角替家の家督を相続[3]。

## 著作

### 寄稿、分担執筆、等
- 鈴木一夫ほか編『鈴木良平小伝』鈴木登、1936年。全国書誌番号:44042190

### 註釈
1. ↑  静岡県小笠郡土方村は、佐束村と合併し、1955年に城東村が設置された。
2. ↑  株式会社内田銀行は、1939年に株式会社浜松銀行に吸収合併された[7]。
3. ↑  静岡県小笠郡佐束村は、土方村と合併し、1955年に城東村が設置された。

## 関連人物
- 佐々井信太郎
- 二宮尊徳
- 鷲山恭平

## 関連文献
- 増田実著『郷土の先覚者たち』続、土方村鶴友会、1953年。